# Die Beschatter
Die Beschatter (Staffel zwei: Die Beschatter – Detektive am Rhein) ist eine Fernsehserie des SRF aus den Jahren 2022 bis 2025 von Michael Steiner. Die Krimikomödie spielt in Basel und dreht sich um die Schüler einer Detektei, welche ihre ersten Fälle lösen.

## Handlung

### Staffel 1
Der Ex-Polizist Leo Brand gründet aus finanzieller Not eine Schule für angehende Detektive, weil sein letzter Fall ihn seine Karriere bei der Polizei gekostet hat. Auch seine Ehe und die Beziehung zu seiner Tochter blieben dabei auf der Strecke. Um das Maximum aus der Schule zu holen, lösen seine dilettantischen Anfänger echte Fälle, doch schon bald holt Leo seine Vergangenheit ein, als er wieder mit dem «Dornröschen-Killer» konfrontiert wird. Die verwahrloste Agotha mausert sich bald von einer zahlungsunfähigen Nervensäge zu Leos Lieblingsschülerin. Sie will Detektivin werden, um ihre vermisste Mutter wiederzufinden, die scheinbar auch zu den Opfern des Killers gehört. Doch diese Suche droht ein schreckliches Geheimnis aus Leos Polizeivergangenheit ans Tageslicht zu bringen, die ihn schliesslich ins Gefängnis bringt.

### Staffel 2
Leo Brand sitzt im Gefängnis, weil er unter Verdacht steht, der «Dornröschen-Killer» zu sein. Seine Nerven liegen blank. Wie ist seine DNA in den Koffer eines Serienkillers gelangt? Wer hat es auf ihn abgesehen? Um ihn aus dem Gefängnis zu holen, müssen seine Schülerinnen und Schüler Leos Unschuld beweisen, was Agotha nicht so gefällt, da sie ihn bei der Polizei angeschwärzt hat. Doch der Zugang zu den Akten ist ihnen verwehrt, auch die Kommissäre Bättig und Vonlanthen werden von Kollegen hinters Licht geführt und auf falsche Fährten gelockt. Sie müssen ihr gesamtes Können einsetzen, um Leo mit ihren unkonventionellen Methoden wieder aus dem Gefängnis zu holen. Schliesslich stellt sich heraus, dass ausgerechnet Bättigs Vater der «Dornröschen-Killer» ist und Agothas Mutter gefangen hält, weil er sich in sie verliebt hat.

## Produktion
Die Beschatter wurde von Turnus Film hergestellt. Die Regie führte in der 1. Staffel Michael Steiner, der zum ersten Mal in einer Serie Regie führte. In der 2. Staffel führte auch Timo von Gunten Regie in zwei Episoden. Die Serie wurde von Francesco Rizzi und Simone Schmid kreiert. Weiter schrieben auch André Küttel und Christine Brand an den Episoden mit. Die erste Staffel wurde vom 8. November 2021 bis zum 11. März 2022 an Schauplätzen in Basel und Zürich gedreht. Die zweite Staffel wurde vom 25. Oktober 2023 bis 29. März 2024 ebenfalls in Basel und Zürich gedreht.

## Rezeption
Julia Stephan schrieb zur ersten Staffel in der Aargauer Zeitung: «Die neue SRF-Serie «Die Beschatter» mit Roeland Wiesnekker als Privatdetektiv Leo Brand ist um Welten besser als ihre Vorgängerin aus dem Aargau» und «Der souveräne Roeland Wiesnekker, beim breiten Publikum bekannt geworden durch seine Auftritte in der ersten Schweizer Seifenoper «Lüthi und Blanc», spielt diesen kauzigen, verschlossenen und dennoch empathischen Berg von Mann schnörkellos und ohne falsches Pathos» sowie «Die Serie von Drehbuchschreiberin Simone Schmid kommt frischer daher als der behäbige «Bestatter», für den die Autorin einst selbst Folgen beigesteuert hat. Wo der «Tatort» im weit entfernten «Feindesland» Zürich vergeblich modern, frech und trotzdem düster und abgründig sein will, gelingt Regisseur Michael Steiner dieses Herumhüpfen zwischen den Genres in Basel mühelos» und auch «In den besten Momenten erinnert das an den Humor des Walliser Chaos-Cops Bax aus der Krimi-Serie «Tschugger». Etwa, wenn sich die zwei jungen Basler Milan und Agotha, dialektal als Westschweizer getarnt, zu Ermittlungszwecken ins FC-Z-Vereinslokal aufmachen, und vor Hooligans im falschen Moment ihr FC-Basel-Portemonnaie fallen lassen».
Urs Bühler meinte zur zweiten Staffel in der NZZ: «Die neue SRF-Serie tritt mit ihrer Fortsetzung aus dem Schatten des «Bestatters», ihres Vorgängers. Bloss kollidiert der Thrill mit der Satire» und «Zum Glück weiss der heldenhafte Antiheld Leo Brand sein halbes Dutzend Auszubildende hinter sich, die in allen Alters- und Gewichtsklassen kämpfen: Das liebenswürdige Kern- und Lerngrüppchen aus Staffel eins ist fast vollständig versammelt. Nur der deutsche Piefke Henning ist durch die Zürischnurre Charles ersetzt worden, ihn verkörpert die Geheimwaffe des Schweizer Films Joel Basman» sowie «Basel, eingefangen als Stadt mit dunklen Hinterhöfen, Ecken und Kanten, bleibt als Schauplatz eine Entdeckung – und Meryl Marty als Agotha, Brands jüngste, begabteste und gefährdetste Schülerin. Der Fall um ihre verschollene Mutter liefert den staffelübergreifend anschwellenden Grundakkord in schwärzestem Moll, während die kleineren Fälle, die jeweils innerhalb einer Folge erledigt werden, für die heiteren Obertöne sorgen. Die Kamera spielt zwar zu oft mit dem Weitwinkel, aber der Humor ist diesmal weniger überdreht, zum Glück. Das Abgefahrene steht der Serie «Tschugger» besser» sowie auch «So treten die unterhaltsamen «Beschatter» aus dem Schatten des «Bestatters», der behäbigeren Vorgängerserie von SRF. Doch ein Grundproblem bleibt ungelöst: Das weltweit brennende Thema «Femizid», aus dem die Serie ihren grossen Spannungsbogen zieht, ist schwer mit Pointen vereinbar. Der Thrill kollidiert mit der Persiflage, nicht erst im grotesk-grauslichen Showdown. Und nimmt die Düsternis mehr und mehr überhand, inspiriert von skandinavischen Vorbildern, gerät die Mischung aus Zwerchfell- und Nervenkitzel ganz aus der Balance».

## Veröffentlichung

### Staffel 1
| Nr. (ges.) | Nr. (St.) | Originaltitel                               | Erstausstrahlung | Regie           |
| ---------- | --------- | ------------------------------------------- | ---------------- | --------------- |
| 1          | 1         | Sei nicht naiv                              | 30. Okt. 2022    | Michael Steiner |
| 2          | 2         | Halte die richtige Distanz                  | 30. Okt. 2022    | Michael Steiner |
| 3          | 3         | Der Teufel liegt im Detail                  | 1. Nov. 2022     | Michael Steiner |
| 4          | 4         | Gib jedem eine Chance                       | 8. Nov. 2022     | Michael Steiner |
| 5          | 5         | Erwarte das Unerwartete                     | 15. Nov. 2022    | Michael Steiner |
| 6          | 6         | Finde den Riss, durch den das Licht scheint | 17. Nov. 2022    | Michael Steiner |

### Staffel 2
| Nr. (ges.) | Nr. (St.) | Originaltitel          | Erstausstrahlung | Regie           |
| ---------- | --------- | ---------------------- | ---------------- | --------------- |
| 7          | 1         | Die Reifeprüfung       | 23. Feb. 2025    | Timo von Gunten |
| 8          | 2         | Der Coup               | 25. Feb. 2025    | Michael Steiner |
| 9          | 3         | Der Thriller           | 4. März 2025     | Michael Steiner |
| 10         | 4         | Der Todesengel         | 11. März 2025    | Timo von Gunten |
| 11         | 5         | Die Überraschungsparty | 18. März 2025    | Michael Steiner |
| 12         | 6         | Die Jagd               | 25. März 2025    | Michael Steiner |